# Anaíte
Anaíte (em armênio: Անահիտ; romaniz.: Anahit), na mitologia armênia, era a deusa da fertilidade, castidade e sabedoria.  Era a principal divindade na Armênia ao lado de Aramasde e originou-se da deusa iraniana Anaíta. A adoração de Anaíte, provavelmente emprestada dos iranianos durante a invasão meda ou o início do Período Aquemênida, foi de suma importância na Armênia.

## Nome
Anaíte (Անահիտ, Anahit) é a grafia armênia do persa antigo (𐎠𐎴𐏃𐎡𐎫, Anāhitā) e avéstico (𐬀𐬥𐬁𐬵𐬌𐬙𐬀, Anāhita) Anaíta. Foi registrado em babilônico tardio como Anaítu (𒀀𒈾𒄴𒄿𒌅𒀪, Anaḫituʾ) e Anati (𒀀𒈾𒀪𒋾, Anaʾti⁠), em persa médio como Anaíde (𐭠𐭭𐭠𐭤𐭩𐭲, Anāhīd), em persa novo como Naíde (ناهید, Nahid), em latim e grego como Anaítis (Anaītis; Αναΐτις, Anaḯtis). Dados os seus atributos, foi associada pelas fontes clássicas com Afrodite (Beroso) e Ártemis.

## História
Aramasde, Mir, Anaíte, Vaagênio e Tir eram as divindades dominantes do panteão armênio. Mais tarde, foram feitas tentativas de reformar o panteão, incluindo possivelmente reduzi-lo para compreender três divindades principais: Aramasde, Anaíte e Vaagênio. Na tradição, Aramasde é reconhecido como pai de todos os deuses, incluindo Anaíte, embora por vezes tenha sido assumida como sua esposa. Foi provavelmente no reinado de Artaxerxes II (r. 405/4–359/8 a.C.), cuja concubina Aspásia foi designada sacerdotisa de "Ártemis a quem chamam Anaítis", que o culto dessa deusa se espalhou pela Ásia Menor e Síria antes de alcançar o planalto Armênio.

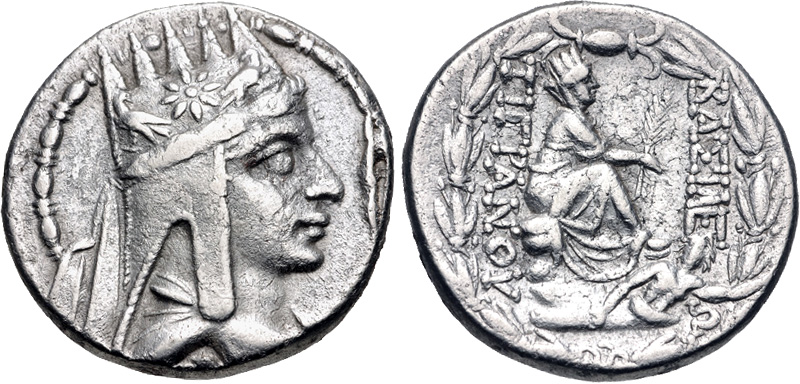
Tetradracma de Tigranes, o Grande, cunhado em Tigranocerta em

Segundo Estrabão (Geografia, 11.14.16), os armênios tinham particular apreço por Anaíte. Uma tradição não verificada, preservada na obra de Moisés de Corene, alega que o principal centro de culto dessa deusa, situado em Eriza (atual Erzinjane), foi estabelecido pelo rei artaxíada Tigranes, o Grande (r. 95–55 a.C.). A região na qual Eriza estava localizada chamava-se Acilisena, um dos distritos que compunham a província da Alta Armênia. Em decorrência da presença do templo, Acilisena por vezes era referida como Anética (em latim: Anaetica), "a terra de Anaítis" (Dião Cássio, História Romana, 36.48.1; Plínio, o Velho, História Natural, 5.83). No templo havia uma enorme imagem de ouro que, em 34 a.C., foi levada pelos soldados de Marco Antônio, que a destruíram e dividiram os fragmentos entre si (Plínio, o Velho, História Natural, 33.82-83).[a] Cícero (Pro lege Manilia, 9.23) alegou que era o templo "mais rico e venerável da Armênia" e Estrabão informou que era provido de sacerdotes e sacerdotisas, advindas das famílias nobres, que eram obrigadas a servir como prostitutas sagradas antes de se casarem.

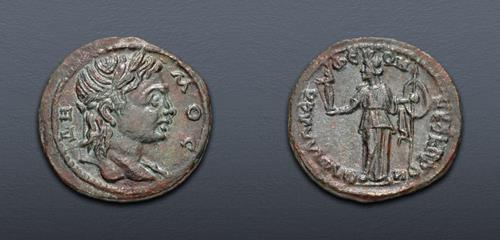
Asse de Sétimo Severo r. cunhado na Lídia com reverso em honra a Atena segurando Ártemis Anaítis na mão

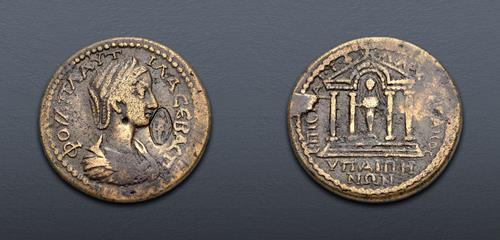
Asse de Fúlvia Plaucila r. cunhado na Lídia com reverso em honra a Ártemis Anaítis

Os reis da Armênia eram firmes apoiadores do culto em Eriza. De acordo com Agatângelo, Tiridates III (r. 298–330), antes de sua conversão ao cristianismo, cultuou Aramasde-Anaíte-Vaagênio, embora demonstrasse devoção especial a Anaíte. Na versão grega do texto do mesmo autor, a tradição apresentada afirma que os reis viajavam anualmente para Eriza para celebrar o festival da deusa e Tiridates ofertou coroas e ramos a Anaíte no primeiro ano de seu reinado. Sua festa principal era comemorada no mês de Navassarde, com danças, música, competições e banquetes, e os doentes acorriam ao templos em busca de cura. A cabeça da deusa era o símbolo da medicina na Armênia. No dia de seu festival recebia como oferendas uma pomba e uma rosa. Mais tarde, seus devotos lhe ergueram outra estátua, que sobreviveu até as reformas de São Gregório, o Iluminador, quando passava a predominar o Cristianismo. Nesta época, seu festival foi assimilado pelos cristãos como a festa da Transfiguração de Cristo, ocasião em que o povo exibia seus progressos nas artes e ofícios ao longo daquele ano, em meio a competições e corridas de cavalos, cujos vencedores recebiam uma coroa de rosas. O sacerdote então abençoava o povo aspergindo-o com a água do rio Murate (um tributário do Eufrates), e em seguida o povo fazia o mesmo entre si.
Além de Eriza, se sabe que existiam outros centros de culto. Estrabão comenta que em Zela, no Ponto, foi fortificada sobre o monte de Semíramis, onde um templo da Anaítis armênia foi erguido. Essa referência pode indicar que ela substituiu o antigo culto de Semíramis na cidade. Outra região, situada no rio Ciro (atual rio Cura), perto da fronteira da Ibéria e da Albânia, foi designada por Dião Cássio (36.53.5) como "a terra de Anaítis", o que indica a presença de outro templo, cuja existência não é atestada em outras fontes. Anaíte também era adorada na capital Artaxata, em Astisata, em Taraunitis, e em vários outros locais. Em Artaxata, seu templo ficava próximo ao de Tir, enquanto em Astisata, um conhecido centro associado a Vaagênio e Astlique, era adorada sob a forma de um ídolo dourado chamado oskemayr, "a mãe dourada", oskecin, "nascida de ouro", e oskehat, "construída de ouro". Em Satala, a cabeça de uma estátua de bronze, associada à imagem de Afrodite, foi pensada como pertencente a Anaíte. Outro centro de adoração era a cidade de Tomisa, na porção do Eufrates próximo da fronteira entre Sofena e a Capadócia. Em 69 a.C., os soldados de Lúculo puderam ver no território de Tomisa muitas vacas de sacrifício vagando livremente, que foram consagradas a Ártemis e traziam na cabeça a marca dela em forma de tocha (Plutarco, Lúculo, 24.6). Essa correlação de Anaíte/Anaíta com o sacrifício de touros provavelmente explica a razão dela ter sido associada na Lídia, Capadócia e Armênia com Ártemis Taurópola/Táurica. Até o século XIX, o gado com a marca de uma estrela ou meia-lua era abatido durante o festival pelos armênios de Dersim, na Turquia. O 19º dia do mês armênio recebeu o nome de Anaíte.